# Gyges ring
Gyges ring är en mytologisk artefakt omnämnd av filosofen Platon, i den andra boken av Staten (2.359a–2.360d). Ringen gav sin ägare makten att kunna bli osynlig genom att vrida ringen så att infattningen kom på insidan av handen. Gyges hittar ringen och med dess hjälp förför han först kungens gemål, varpå han i samråd med henne dräper kungen och sedan bemäktigar sig kungamakten.  Genom historien om denna ring diskuteras i Staten huruvida en människa som hittar en sådan ring genast självklart kommer att göra orätt.
Senare berättelser som inspirerats av tankeexperimentet inkluderar Den osynlige mannen av H.G. Wells, samt Sagan om ringen av JRR Tolkien.